# Търговска несъстоятелност
Търговската несъстоятелност (позната още и като банкрут или фалит) е съдебно производство на универсално принудително изпълнение за удовлетворяване кредиторите на длъжник (обикновено това е търговец), който е неплатежоспособен или свръхзадължен. Проблемите на търговската несъстоятелност се разглеждат от търговското право.
Институтът на търговската несъстоятелност е уреден нормативно в Търговския закон (чл. 607 – 760) и се състои от материалноправни и процесуалноправни норми, които по правило са императивни. Поради преобладаващите процесуални правни норми търговската несъстоятелност се характеризира като процесуален правен институт. Относно неуредените в ТЗ отношения помощно се прилага ГПК.
Търговската несъстоятелност е и основно средство за преструктуриране на икономиката, заедно с преобразуването (превръщане от един вид юридическо лице в друг, сливане, вливане, разделянето и отделянето) и прекратяването с ликвидация.
С изменения в Търговския закон в сила от 2017 г. бе въведено стабилизационно производство като начин за предпазване от фалит.

## Същност
Производството по търговска несъстоятелност е особен вид съдебен процес, в който са съчетани характеристики на трите вида граждански процес - исковия, изпълнителния и обезпечителния. Преобладават характеристиките на изпълнителния процес и поради това търговската несъстоятелност обикновено се определя като производство за универсално принудително изпълнение. Търговската несъстоятелност представлява своеобразен колективен изпълнителен процес, в който могат да участват всички кредитори на длъжника и да бъдат предявени всички вземания срещу него - както по търговски, така и по граждански сделки. От друга страна, особено когато молбата за откриване на производство по търговска несъстоятелност е подадена от кредитор на длъжника, производството по търговската несъстоятелност има приоритетно състезателен характер, т.е. има характеристики на исков процес. Когато молбата по търговската несъстоятелност е подадена от самия длъжник и евентуално има предложен план за оздравяване, тогава преобладават охранителните характеристики в производството и е налице едно охранително производство. Общоприето е схващането за приоритетно състезателния характер на производството по търговска несъстоятелност.
Друга съществена особеност са нормативноустановените цели на производството по търговска несъстоятелност, посочени в чл. 607(1) ТЗ. Целта на производството по търговска несъстоятелност е да осигури справедливо удовлетворение на кредиторите и да предостави възможност за оздравяване на предприятието на длъжника. На практика тези две цели трудно се съчетават, тъй като интересите на кредиторите, които приоритетно са защитени в производството, често изискват осребряване на имуществото на търговеца. В изключително редки случаи е възможно интересите на кредиторите да бъдат удовлетворени чрез оздравяване на несъстоятелното предприятие. По тази причина нормативно поставените цели на производството рядко и трудно се съчетават в практиката.
В производството по търговска несъстоятелност се защитават интересите на 4 групи субекти и поради това се различават 4 вида интереси:
- 1. Приоритетно се защитават интересите на кредиторите на длъжника, като проявлението на тази защита може да се открие във всички фази и институти на търговската несъстоятелност;
- 2. Интересите на самия длъжник чрез предоставената възможност да се иска откриване на производството, да се предлага оздравителен план, както и чрез предоставянето на редица права в производството;
- 3. Интересът на работниците и служителите на длъжника чрез служебното включване на техните вземания в производството. Синдикът е длъжен служебно да приеме вземанията за трудовите възнаграждения и за осигурителните вноски на работниците и служителите. Също така вземанията на работниците и служителите са защитени и с отделен закон – Закон за гарантиране на вземанията на работниците и служителите при несъстоятелност на работодателя. В него е предвиден механизъм за изплащане на една част от вземанията на работниците и служителите извън производството по търговска несъстоятелност – от специален фонд, с който оперират органите на Националния осигурителен институт (НОИ). Работниците и служителите също имат правото да предлагат оздравителен план, който най-често е в посока на техния интерес за запазване на работните им места.
- 4. Обществен (публичен) интерес, който отново се защитава от синдика чрез служебното вписване на публичните вземания, които са установени с влязъл в сила акт. Необходимо е общественият интерес да бъде отчетен и защитен във всяко конкретно производство по търговска несъстоятелност, защото в някои случаи търговската несъстоятелност само на един длъжник е в състояние да разстрои цял отрасъл на икономиката.

## Отграничаване на търговската несъстоятелност от други сходни правни институти

### Търговска несъстоятелност и индивидуално принудително изпълнение по ГПК
Производството по търговска несъстоятелност протича и се развива служебно по инициатива на съда и на синдика, докато при индивидуалното принудително изпълнение всяко действие се извършва по молба на взискателя, който е кредитор на длъжника. Индивидуалното принудително изпълнение започва винаги въз основа на изпълнителен лист, докато за производството по търговска несъстоятелност не е необходимо кредиторът да разполага с такъв лист. Инициативата за откриване на производството по търговска несъстоятелност може да бъде както на кредитора, така и на длъжника, а при индивидуалното принудително изпълнение тя е винаги само на взискателя. Индивидуалното принудително изпълнение се насочва към отделни, точно определени, права на длъжника, докато при производството по търговска несъстоятелност принудителното изпълнение се насочва към цялото секвестируемо имущество на длъжника като се образува маса на несъстоятелността.

### Търговска несъстоятелност и ликвидация
Тези дв2 а търговски института често се бъркат в практиката на разговорната реч. Ликвидацията винаги е доброволно производство, докато търговската несъстоятелност е задължително принудително производство. При ликвидацията принципно имуществото на длъжника е достатъчно за удовлетворяването на кредиторите, а при търговската несъстоятелност това не е така. Ликвидацията протича предимно като едностранно охранително производство, а търговската несъстоятелност е състезателно производство и следователно правомощията на съда са по-широки, отколкото са в производството по ликвидация. При ликвидацията търговецът запазва възможността да се разпорежда с имуществото си, докато при търговската несъстоятелност тази възможност е ограничена, а в някои случаи може дори да бъде напълно отнета. Съществуват и различия в правния статут на ликвидатора и на синдика. Производството по търговска несъстоятелност е уредено предимно с императивни правни норми, а при ликвидацията регламентацията е преимуществено диспозитивна.

## Фази на търговската несъстоятелност
| Първа фаза    | Производство по повод на молбата за откриване на производство по търговска несъстоятелност     | Целта на тази фаза е да бъде установено наличието или липсата на материалноправни предпоставки за откриване на производство по търговска несъстоятелност. Тя завършва със съдебно решение, с което може да бъде открито производството или молбата да бъде отхвърлена. Тук могат да бъдат наложени и предварителни обезпечителни мерки.        |
| Втора фаза    | Производство по предявяване и приемане на вземанията на кредиторите                            | Предназначението на тази фаза е да бъдат установени всички вземания, които предстои да бъдат удовлетворявани в производството по търговска несъстоятелност. |
| Трета фаза    | Производство по оздравяване на предприятието на длъжника                                       | Тази фаза е факултативна (незадължителна), защото може изобщо да не бъде предложен оздравителен план или той да не бъде приет от общото събрание на кредиторите или от съда. |
| Четвърта фаза | Производство по осребряването на имуществото на длъжника и разпределянето му между кредиторите | Това е същинското универсално принудително изпълнение. Започва с обявяването на длъжника в несъстоятелност, като до нея не се стига ако оздравителният план бъде приет. Задължителна предпоставка за тази, четвърта, фаза е само наличието на приемането на молбата от първата фаза по откриването на производството, а не нейното отхвърляне. |

Съкращаване на фазите има и в производствата по търговска несъстоятелност, които се развиват по специален ред – за банки, застрахователни дружества и осигурителни дружества. Производството по търговска несъстоятелност срещу тези 3 вида длъжници протича по ред, установен в специални закони – Закон за банковата несъстоятелност и отделни части от други закони.
С производството по търговска несъстоятелност са свързани още няколко вида съдебни производства, които се развиват самостоятелно и не са негови фази. Това са производствата по отменителните искове, производствата за прогласяване на нищожността на определени действия и сделки на длъжника, производствата по установителни искове за съществуването (или несъществуването) на вземания и производствата по искове за обезщетения на длъжника (или кредиторите), предявени срещу синдик.

## Предпоставки за откриване на производство по търговска несъстоятелност
Производството по търговска несъстоятелност се открива при наличието на 3 предпоставки, 2 от които за материалноправни, а една е процесуалноправна. Материалноправните предпоставки са: наличието на търговско качество за длъжника и неговата неплатежоспособност или свръхзадълженост. Свръхзадължеността е предпоставка, само когато длъжникът е капиталово търговско дружество. Неплатежоспособността е обща предпоставка за всички видове търговци.

### Търговско качество на длъжника
Производство по търговска несъстоятелност може да бъде открито за лица, притежаващи търговско качество, като правилото е, че в търговска несъстоятелност могат да се обявяват всички търговци без оглед на начина, по който е получено търговското качество. Търговци са лицата, извършващи търговски сделки по занятие и лицата, чиято функция налага сключването на търговска дейност. Не е нужно лицето да бъде вписано в търговския регистър, но в този случай е необходимо да се докажат предпоставките за търговската му дейност.
От посоченото правило съществуват изключения в 2 главни насоки:
- налице са определени категории търговци, спрямо които не може да се открива производство по търговска несъстоятелност, или то протича по специален ред;
- производство по търговска несъстоятелност може да се открива и за някои категории лица, които нямат търговско качество.

Производство по търговска несъстоятелност може да се открие и за т. нар. привидни търговци, които са вписани в търговския регистър, но реално не извършват търговска дейност. Такова производство може да се открие и за търговско дружество в ликвидация, като в този случай с постановяване на решение по търговска несъстоятелност ликвидацията се спира, а когато решението влезе в сила, ликвидационното производство се прекратява. Когато се открива производство по търговска несъстоятелност за юридическо лице в ликвидация, едновременно с откриването на производството, длъжникът се обявява и в несъстоятелност, т.е. в тези случаи се елиминира процедурата по оздравяване. В този случай решението за откриване на производството по търговска несъстоятелност трябва да съдържа реквизитите на решението за обявяването на тази несъстоятелност.
В производство по търговска несъстоятелност могат да се обявяват и юридически лица с нестопанска цел (по силата на специални разпоредби на Закона за юридическите лица с нестопанска цел), както и кооперациите (по Закона за кооперациите).

#### Неоткриване на производството за лица, които са търговци
За някои категории търговци обаче не може да се открива производство по търговска несъстоятелност. Това са следните видове.
- Публични предприятия, които упражняват държавен монопол. Обикновено те са еднолични търговски дружества (ЕООД или ЕАД), в които държавата или общините са единствен собственик на капитала. За тях е недопустимо откриването на производство по търговска несъстоятелност, но не във всички случаи, а само, когато осъществяват държавен монопол. Упражняването на държавен монопол се установява със специален закон, като това може да стане само за определена група дейности, посочени в чл. 18 (4) КРБ. Такива са железопътният транспорт, ядрената енергия за мирни цели, оръжието, производството на радиоактивни елементи и др.

- Търговци, които са публични предприятия, създадени с особени закони. Тези публични предприятия са юридически лица, но не са търговски дружества, като техният правен статут и тяхната дейност са предвидени и регламентирани в особени закони. Пример за такива юридически лица са държавните горски стопанства, предвидени в Закона за горите и т.н.

За някои видове търговски дружества може да се открива производство по търговска несъстоятелност, но тя се развива по специален ред, а Търговският закон се прилага субсидиарно. Такива са:
- Банките. Редът е уреден в Закона за банковата несъстоятелност;
- Застрахователите. Редът е посочен в Кодекса за застраховането;
- Осигурителните дружества. Редът е уреден в Кодекса за социално осигуряване.

#### Откриване на производство за лица, които не са търговци
Принципно такива лица са неограничено отговорните съдружници в търговските дружества. Те са налице в 3 вида дружества: събирателното дружество, където неограничено отговарят всички сътрудници; както и комплементарите в командитното дружество и командитното дружество с акции.